# فيناليسيما كرة قدم الصالات 2022
فيناليسيما كرة قدم الصالات 2022 (بالإنجليزية: 2022 Futsal Finalissima) (بالاسبانية: Finalissima de Futsal 2022) كانت النسخة الأولى من نهائيات كرة الصالات، وهي بطولة دولية لكرة الصالات نظمتها الاتحاد الأوروبي لكرة القدم واتحاد أمريكا الجنوبية لكرة القدم. أقيمت المباراة في ملعب ماري تيران دي فايس في بوينس آيرس، الأرجنتين، في الفترة من 15 إلى 18 سبتمبر

## خلفية
في 12 فبراير 2020، وقع الاتحاد الأوروبي لكرة القدم واتحاد أمريكا الجنوبية لكرة القدم مذكرة تفاهم متجددة تهدف إلى تعزيز التعاون بين المنظمتين. وكجزء من الاتفاقية، بحثت لجنة مشتركة بين الاتحاد الأوروبي لكرة القدم واتحاد أمريكا الجنوبية لكرة القدم إمكانية تنظيم مباريات بين قارتي أوروبا وأمريكا الجنوبية، لكل من كرة القدم للرجال والسيدات وفي مختلف الفئات العمرية.  في 15 ديسمبر 2021، وقع الاتحاد الأوروبي لكرة القدم واتحاد أمريكا الجنوبية لكرة القدم مرة أخرى مذكرة تفاهم متجددة تستمر حتى عام 2028، والتي تضمنت أحكامًا محددة بشأن فتح مكتب مشترك في لندن والتنظيم المحتمل لمختلف الأحداث الكروية.
في 2 يونيو 2022، اليوم التالي لاستضافة نهائيات كأس العالم 2022، أعلن اتحاد أمريكا الجنوبية لكرة القدم والاتحاد الأوروبي لكرة القدم عن سلسلة من المباريات الجديدة بين فرق الاتحادين. وشمل ذلك بطولة مكونة من أربعة فرق بين أفضل الفرق من بطولة كوبا أمريكا لكرة الصالات 2022 وبطولة أوروبا لكرة الصالات 2022، والتي ستقام في بوينس آيرس، الأرجنتين، بين 15 و18 سبتمبر 2022.

## الفرق
تأهل أفضل فريقين من كل اتحاد إلى البطولة. ومع ذلك، بما أن جميع الفرق الروسية تم إيقافها عن المشاركة في المنافسات الدولية من قبل الاتحاد الدولي لكرة القدم والاتحاد الأوروبي لكرة الصالات بسبب الغزو الروسي لأوكرانيا، فإن وصيف بطولة أوروبا لكرة الصالات 2022 روسيا لم يكن مؤهلاً للمنافسة، وتم اختيار إسبانيا الذي حل في المركز الثالث بدلاً من روسيا للبطولة.
| الفريق    | مؤهل كـ                                             |
| --------- | --------------------------------------------------- |
| الأرجنتين | الفائزون بكأس أمريكا لكرة الصالات 2022              |
| باراغواي  | وصيف بطولة كوبا أمريكا لكرة الصالات 2022            |
| البرتغال  | الفائزون ببطولة يورو 2022 لكرة الصالات              |
| إسبانيا   | المركز الثالث في بطولة أمم أوروبا لكرة الصالات 2022 |

## الملعب
| بوينس آيرس              | بوينس آيرسفيناليسيما كرة قدم الصالات 2022 (الأرجنتين) |
| ----------------------- | ----------------------------------------------------- |
| ملعب ماري تيران دي فايس | بوينس آيرسفيناليسيما كرة قدم الصالات 2022 (الأرجنتين) |
| Capacity: 15,500        | بوينس آيرسفيناليسيما كرة قدم الصالات 2022 (الأرجنتين) |
|                         | بوينس آيرسفيناليسيما كرة قدم الصالات 2022 (الأرجنتين) |

أقيمت البطولة في ملعب ماري تيران دي فايس في بوينس آيرس. Movistar Arena (Argentina)، التي تقع أيضًا في بوينس آيرس، تم الإعلان عنها في الأصل كمكان للبطولة في 2 يونيو 2022.  ومع ذلك، تم تغيير المكان في 30 أغسطس 2022. 

## المباريات
تضمنت البطولة مباراتين في الدور نصف النهائي، ومباراة تحديد المركز الثالث، والمباراة النهائية. تم تحديد مباريات الدور نصف النهائي بناءً على أداء الفرق في بطولتها القارية، حيث يواجه بطل كل اتحاد بطل الاتحاد الآخر.

### Bracket
|  | Semi-finals                 | Semi-finals       |                             |       | Final | Final |
|  |                             |                   |                             |       |       |       |
|  | 15 September – Buenos Aires |                   |                             |       |       |       |
|  |                             |                   |                             |       |       |       |
|  | الأرجنتين                   | 0                 |                             |       |       |       |
|  | الأرجنتين                   | 0                 | 18 September – Buenos Aires |       |       |       |
|  | إسبانيا                     | 3                 |                             |       |       |       |
|  | إسبانيا                     | 3                 | إسبانيا                     | 1 (2) |       |       |
|  | 15 September – Buenos Aires |                   | إسبانيا                     | 1 (2) |       |       |
|  |                             | البرتغال (p.s.o.) | 1 (4)                       |       |       |       |
|  | البرتغال                    | البرتغال (p.s.o.) | 1 (4)                       | 2     |       |       |
|  | البرتغال                    |                   |                             | 2     |       |       |
|  | باراغواي                    | 1                 |                             |       |       |       |
|  | باراغواي                    | 1                 | Third place play-off        |       |       |       |
|  |                             |                   |                             |       |       |       |
|  | 18 September – Buenos Aires |                   |                             |       |       |       |
|  |                             |                   |                             |       |       |       |
|  | الأرجنتين                   | 2                 |                             |       |       |       |
|  | الأرجنتين                   | 2                 |                             |       |       |       |
|  | باراغواي                    | 3                 |                             |       |       |       |

### نصف النهائي
| البرتغال                                         | 2–1   | باراغواي       |
| ------------------------------------------------ | ----- | -------------- |
| - باني فاريلا 29'40" - G. González 33'24" (o.g.) | تقرير | - Ozuna 17'04" |

| الأرجنتين | 0–3   | إسبانيا                                     |
| --------- | ----- | ------------------------------------------- |
|           | تقرير | - راؤول كامبوس 6'33", 15'18" - Plana 40'59" |

### مباراة تحديد المركز الثالث
| الأرجنتين                        | 2–3   | باراغواي                                    |
| -------------------------------- | ----- | ------------------------------------------- |
| - Borruto 12'51" - Brandi 27'36" | تقرير | - Rejala 8'31" - Mareco 9'34" - Báez 25'28" |

### النهائي
| إسبانيا                                   | 1–1 (ب.و.إ.) | البرتغال                                                |
| ----------------------------------------- | ------------ | ------------------------------------------------------- |
| Mellado 19'11"                            | تقرير        | Afonso Jesus 27'18"                                     |
| ركلات الترجيح                             |              |                                                         |
| - Lozano - Chino - Mellado - راؤول كامبوس | 2–4          | - برونو كويلو - أندريه كويلو - باني فاريلا - Tomás Paçó |

## الهدافون
عدد الأهداف المُسجلة  13 هدفًا  في 4 مباراة، بمتوسط 3.25 هدفًا في المباراة الواحدة.
هدفان
- راؤول كامبوس

هدف
- Cristian Borruto
- ألان براندي
- Arnaldo Báez
- Julio Mareco
- Antonio Ozuna
- Richard Rejala
- Afonso Jesus
- باني فاريلا
- Miguel Mellado
- Dídac Plana

هدف ذاتي
- Giovanni González (against Portugal)